# Massive Chalice
Massive Chalice é um jogo de estratégia em tempo real baseado em turnos, desenvolvido pela Double Fine para Microsoft Windows, OS X, Linux e Xbox One, que foi financiado pelo Kickstarter. O líder do projeto do jogo foi Brad Muir, que anteriormente era o líder do projeto da Iron Brigade.

## Jogabilidade
Em Massive Chalice, o jogador assume o papel de um governante imortal defendendo seu reino, chamado "a nação", da invasão de uma força maligna conhecida como Cadence, cujo toque é mortal para a maioria dos humanos e que deixa a corrupção mágica em seu rastro. Ele é auxiliado pelo titular Massive Chalice, um artefato mágico cujas duas personalidades aconselham o jogador. O Cálice pode banir a Cadência, mas levará 300 anos para construir a energia mágica para fazê-lo.
O jogo alterna entre dois modos: Estratégia, em que o jogador toma decisões de longo prazo e observa os anos passarem, e Tático, em que o jogador comanda equipes de heróis em batalhas por turnos contra as forças da Cadence. No modo Estratégia, o jogador decide em quais tarefas o Cálice gastará sua pequena quantidade de energia extra, ao mesmo tempo que lida com problemas que surgem na população do reino. Enquanto o jogador espera a conclusão de projetos de longo prazo, a Cadence atacará regularmente. Normalmente eles atacam várias partes do reino ao mesmo tempo, mas como o Cálice só pode enviar uma equipe de heróis para um local por vez, o jogador deve decidir qual batalha travar para evitar que a corrupção de Cadence destrua a terra.
Como o personagem do jogador está preso ao cálice e não pode sair do palácio, ele deve enviar outros heróis para lutar contra a Cadence. Embora esses heróis também estejam sintonizados com o cálice, permitindo-lhes sobreviver ao contato com a Cadence, eles não são imortais e, portanto, uma parte crucial do modo Estratégia é estabelecer linhagens para criar futuras gerações de heróis para garantir o sucesso ao longo de três séculos. O jogador pode aposentar um herói para se tornar regente de uma casa nobre e arranjar um casamento com um herói de outra casa. Novos heróis herdam alguns traços genéticos de seus pais, bem como personalidade. Uma casa pode ser estabelecida por qualquer combinação de heróis masculinos e femininos e, embora casais do mesmo sexo não possam ter filhos sozinhos, o cálice pode encontrar bebês em outras partes do reino que estejam em sintonia com ele para serem adotados por uma casa nobre. Essas crianças têm seus próprios genes, mas ainda podem herdar traços de personalidade de seus pais adotivos ou durante o treinamento.
Os heróis inicialmente pertencem a uma das três classes: Caberjacks, guerreiros corpo a corpo que empunham aríetes como "caberjacks"; Caçadores, que usam bestas gigantes para atacar à distância; e Alquimistas, que usam lançadores de lâmina para lançar frascos de explosivos ou atacar de perto. Os filhos de uma casa nobre aprendem a classe de seus pais regentes, mas se o parceiro do regente for de outra classe, eles treinam em uma das duas variantes de classes "híbridas". À medida que os heróis envelhecem, suas estatísticas mudam; por exemplo, os heróis jovens são mais rápidos, mas não tão fortes ou inteligentes quanto os outros, enquanto os heróis muito velhos podem ser mais lentos e fracos, mas muito mais sábios. Os heróis também podem desenvolver novos traços de personalidade dependendo de suas experiências em batalha. Se um herói ilustre morrer no campo de batalha, sua arma pessoal pode se tornar uma Relíquia, um artefato mágico que é então passado aos membros mais jovens de sua casa.

## Desenvolvimento
Em maio de 2013, Massive Chalice se tornou o foco da segunda campanha Kickstarter da Double Fine, depois de Broken Age (anteriormente conhecido como Double Fine Adventure) em 2012. A equipe Double Fine aprendeu com seus erros no primeiro kickstarter e optou por não mostrar tanto material exclusivo aos apoiadores, pois isso criou uma rixa entre os apoiadores e os não-apoiadores, bem como membros da imprensa. Os apoiadores do Kickstarter influenciaram o desenvolvimento do jogo quando a capacidade de casamento entre pessoas do mesmo sexo foi adicionada ao jogo após uma série de solicitações. Brad Muir afirmou que a contribuição dos patrocinadores antes do desenvolvimento era uma das vantagens do Kickstarter, uma vez que um recurso como esse poderia não ter sido pensado até que o jogo estivesse quase concluído, o que tornaria mais difícil a implementação.
O jogo estava originalmente previsto para ser lançado em setembro de 2014, até que o jogo foi adiado. A versão beta do jogo, para pessoas que apoiaram o jogo com um nível de compromisso alto o suficiente para obter acesso beta, foi lançada em 21 de outubro de 2014. Foi lançado no Steam Early Access em 11 de novembro de 2014. Foi lançado para Microsoft Windows e Xbox One em 1 de junho de 2015.

## Recepção
Massive Chalice recebeu críticas "mistas ou médias", de acordo com o agregador de críticas Metacritic.
Destructoid deu ao jogo uma nota seis, chamando o gerenciamento da nação de "simples e estéril" enquanto escrevia: "Massive Chalice é bonito e acessível, qualidades um tanto raras no gênero... No meio do jogo, o que era novo e atraente se torna um trabalho árduo". Game Informer chamou o título de "áspero, mas difícil de largar", criticando seus gráficos, falta de atenção aos detalhes, interface de usuário e pontuação sem brilho, enquanto elogiava sua jogabilidade atraente. Eurogamer recomendando o jogo, escrevendo: "sua diversão com Massive Chalice dependerá em grande parte de sua disposição de cumprir suas ideias maiores no meio do caminho. Mais notavelmente, você precisa aceitar que se trata mais de tirar o melhor proveito de uma mão defeituosa do que construir um sistema perfeito" , observando que a experiência foi difícil e chamou o título de "um grande retorno à boa forma" para Double Fine. IGN criticou a incapacidade do jogo de dar peso às decisões do jogador, dizendo: "Por mais que eu tenha gostado de seu tipo agressivo de combate tático e tipos de inimigos interessantes, há muitas variáveis imprevisíveis fora do seu controle, e muita coisa acontecendo com muitos que envelhecem rapidamente, personagens mortais para que este jogo tático pareça que as decisões são importantes". PC Gamer criticou a pobre IA e chamou o combate de "bem executado, mas insubstancial", ao mesmo tempo em que observou que o conceito de linhagem era de longe a maior característica do Massive Chalice. A GameSpot elogiou da mesma forma os experimentos eugênicos, o combate e o tom alegre do jogo, enquanto criticava seu estilo de arte e heróis pela falta de personalidade e sua incapacidade de expressar informações importantes ao jogador. SamaGame lamentou a curva de aprendizado acentuada, a falta de um sistema de cobertura e a quantidade de fatores deixados ao acaso, enquanto elogiava o sistema de linhagem, a jogabilidade tática e o final.
Apesar da recepção mista, a Academia de Artes e Ciências Interativas nomeou Massive Chalice como "Outstanding Achievement in Game Design" durante o 19º D.I.C.E. Prêmios.